# Husby, Öja

Husby är en by i Öja socken, Eskilstuna kommun, norr om Öja kyrka.
Husby omtalas i skriftliga handlingar första gången 1359. Idag är byn en radby om tre gårdar. Den utmärker sig genom fyra bevarade loftbodar av en typ som tidigare var vanliga i Öja socken. Husby Västergård två loftbodar och en liten bod sammanbyggda till en länga, på samma gård finns även en ålderdomlig timrad byggnad med gavelingång. Loftboden på Husby Östergård är märkt med årtalet 1746. Loftboden vid Husby Mellangård utmärks genom sina svarvade balusterdockor i svalgången.